# Унульф
Унульф (Уннольф; лат. Unulfus, Unnolfus; VIII век) — возможно, герцог Сполето в 751 году.

## Биография

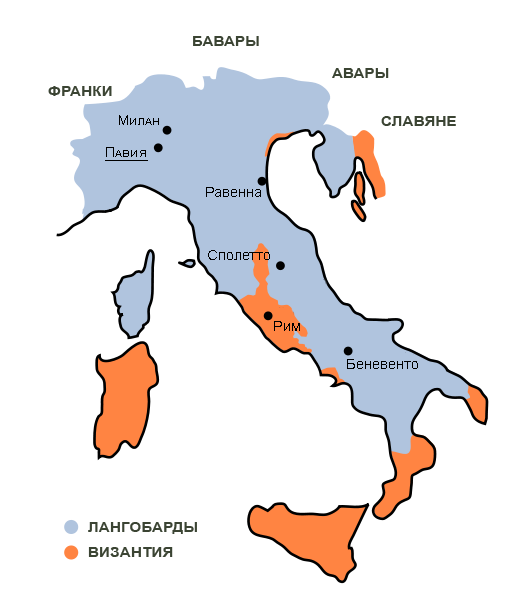
Лангобардское государство при короле Айстульфе

В средневековых списках правителей Сполетского герцогства упоминается некий Унульф, преемник Лупа и предшественник Альбоина. Этими сведениями все свидетельства об Унульфе в первичных источниках и ограничиваются. Согласно спискам герцогов, правление Унульфа должно было приходиться на 751—756 годы.
Однако современные историки подвергают сомнению достоверность свидетельств о герцоге Унульфе. Главной причиной этого является полное отсутствие упоминаний об Унульфе в юридических документах VIII века. Все хартии 751—756 годов, связанные со Сполетским герцогством, изданы от имени короля лангобардов Айстульфа. В них упоминаются различные должностные лица герцогства (например, гастальды и референдарии), но отсутствуют свидетельства о наличии в это время в Сполето герцога.
На основании этих данных предполагается, что после Лупа, последнее упоминание о котором датировано апрелем 751 года, властью над Сполето овладел Айстульф. Король правил герцогством вплоть до самой своей смерти в 756 году, после чего это феодальное владение перешло к Альбоину. Возможно, неназначение Айстульфом герцога в Сполето было вызвано его желанием иметь непосредственный контроль над обширным и богатым герцогством. Также предполагается, что король планировал активно использовать сполетское войско в своих военных действиях против Рима.
Компромиссной является версия, согласно которой Унульф владел герцогской должностью очень непродолжительное время в 751 году. В этом случае, его правление Сполето должно было бы приходиться на период между апрелем и июлем этого года.